# Lieselot Decroix
Pour les articles homonymes, voir Decroix.
Lieselot Decroix, née le 12 mai 1987 à Ypres, est une ancienne coureuse cycliste belge.

## Biographie
Elle grandit à Ypres et commence le cyclisme à l'âge de quinze ans. Elle devient professionnelle en 2007. La même année, elle est onzième du championnat du monde sur route. Elle est également septième du Tour de l'Aude cycliste féminin. 
En 2008, elle est l'unique représentante de la Belgique sur l'épreuve en ligne des Jeux olympiques de Pékin.
Elle est scientifique du sport à l'Université libre de Bruxelles à plein temps depuis fin 2014. Elle est responsable de l'étude de la récupération des cyclistes auprès de la chaire dirigée par le professeur Romain Meeusen et financée par la loterie nationale belge.
En 2016, au Ronde van Gelderland, Katarzyna Niewiadoma, Natalie van Gogh et Lieselot Decroix s'échappent dans le final. Au sprint, Lieselot Decroix se classe troisième. 
Durant sa carrière, elle s'est souvent blessée. Elle prend sa retraite à la fin de l'année 2016. Elle commente les courses cyclistes féminine sur la chaîne Sporza en 2017.
Après trois saisons dans le staff de l'équipe féminine Jumbo-Visma, elle rejoint l'équipe FDJ-Suez en novembre 2023, en tant que co-directrice de la performance.

## Palmarès sur route

### Palmarès par années
- 2005
  - 3e du championnat de Belgique sur route juniors
- 2008
  - 8e du championnat d'Europe sur route espoirs
  - 10e de la Flèche wallonne (Cdm)
- 2009
  - 3e du championnat de Belgique du contre-la-montre
- 2011
  - 4e étape du Gracia Orlova
- 2016
  - 3e du Ronde van Gelderland

### Classements mondiaux
| Année          | 2007 | 2008 | 2009 | 2010 | 2011 | 2012 | 2013 | 2014 | 2015 |
| Classement UCI | 71e  | 189e | 316e | -    | 188e | -    | -    | -    | 547e |